# غاريقون كناري
غاريقون كناري (الاسم العلمي: Agaricus canarii) هو نوع من الفطريات يتبع جنس الغاريقون من فصيلة الغاريقونية.